# Isadora Romero
Isadora Romero est une photographe documentaire et artiste visuelle indépendante équatorienne née en 1987 en Équateur.    
Elle est désignée « Photographe de l’année 2022 » dans la catégorie “open format” au World Press Photo.   

## Biographie
Isadora Romero est née en 1987 en Équateur. Elle suit des cours de photographie à l’Alliance Française de Quito puis étudie le cinéma pendant trois ans avant d’étudier la photographie en 2014 à l’Universidad de Palermo à Buenos Aires. Elle est également titulaire d’un diplôme technique en réalisation cinématographique et vidéo de l'Institut national des arts visuels de l’Équateur. 
De 2007 à 2011, elle a enseigné la photographie dans plusieurs instituts, cours et universités en Équateur, en Colombie, en Argentine et au Mexique.
Elle est la cofondatrice de Ruda Colectiva, un collectif de femmes latino-américaines et de photographes non binaires. Membre de l’association des photographes équatoriens, elle vit et travaille à Quito. Ses photos sont publiées dans la presse internationale : TIME Magazine, Le Monde, Le Temps, etc.

## Publication
- Misha Vallejo, Isadora Romero siete punto ocho, Editorial PM, 2018, 96 p. (ISBN 978-8417047481)

## Prix et distinctions
Liste non exhaustive
- 2017 : Photojournalism for Peace Prize[1]
- 2017 : Ecuadorian Culture Grant[1]
- 2017 : Prix « Photojournalisme pour la Paix », Équateur[1]
- 2017 : Finaliste du Prix Inge Morath de la fondation Magnum[1]
- 2020 : Joop Swart Masterclass[7]
- 2021 : Magnum Foundation’s Photography and Social Justice Fellowship[8]
- 2022 : Prince Claus Fund’s Cultural & Artistic Response, Mentorship Awards[7]
- 2022 : World Press Photo of the Year dans la catégorie open format, pour sa série « Blood is a Seed »[9],[10]
- 2023 : Rencontres de la photographie d'Arles : prix du jury du prix découverte Fondation Louis Roederer[11]